# U/21 Europamesterskabet i fodbold 2013
|  | Denne artikel eller sektion om sport er forældet eller ikke opdateret. Se artiklens diskussionsside eller historik. |

U-21 Europamesterskaberne i fodbold 2013 vil blive det 19. i rækken af officielle europamesterskaber for U-21-landshold, arrangeret af UEFA. Det vil blive afholdt i Israel, der blev valgt af UEFAs eksekutivkommitte den 27. januar 2011. De øvrige kandidater til at afholde mesterskabet var Bulgarien, Tjekkiet, England og Wales.

## Stadioner
| Jerusalem         | Netanya           | Petach Tikvah     | Tel Aviv           |
| ----------------- | ----------------- | ----------------- | ------------------ |
| Teddy Stadium     | Netanya Stadium   | HaMoshava Stadium | Bloomfield Stadium |
| Kapacitet: 31.733 | Kapacitet: 13.610 | Kapacitet: 11.500 | Kapacitet: 14.413  |

## Slutrunden

### Gruppe A
| Hold    | K | V | U | T | + | - | MD | P |
| ------- | - | - | - | - | - | - | -- | - |
| Israel  | 0 | 0 | 0 | 0 | 0 | 0 | 0  | 0 |
| England | 0 | 0 | 0 | 0 | 0 | 0 | 0  | 0 |
| Norge   | 0 | 0 | 0 | 0 | 0 | 0 | 0  | 0 |
| Italien | 0 | 0 | 0 | 0 | 0 | 0 | 0  | 0 |